# Giuseppe Bedeschi
Giuseppe Bedeschi (Alfonsine, 1939) è un filosofo italiano.

## Biografia
Docente di storia della filosofia all'Università La Sapienza di Roma, ha insegnato all'Università di Cagliari e all'Istituto Universitario Orientale di Napoli. Studioso di Hegel e del marxismo, ha approfondito in seguito la storia del pensiero liberale. Caporedattore dell'Enciclopedia del Novecento, direttore dell'Enciclopedia delle scienze sociali e dell'Enciclopedia dei Ragazzi, è membro del comitato scientifico della rivista "Nuova storia contemporanea" e collabora al supplemento domenicale de Il Sole 24 Ore.

## Opere principali
- Alienazione e feticismo nel pensiero di Marx, Bari, Laterza, 1968
- Introduzione a Lukacs, Bari, Laterza, 1970
- Politica e storia in Hegel, Roma-Bari, Laterza, 1973
- Introduzione a Marx, Roma-Bari, Laterza, 1981
- La parabola del marxismo in Italia: 1945-1983, Roma-Bari, Laterza, 1983
- Introduzione a La scuola di Francoforte, Roma-Bari, Laterza, 1985
- Storia del pensiero liberale, Roma-Bari, Laterza, 1990
- Il pensiero politico di Hegel, Roma-Bari, Laterza, 1993
- Il pensiero politico di Tocqueville, Roma-Bari, Laterza, 1996
- La fabbrica delle ideologie: il pensiero politico nell'Italia del Novecento, Roma-Bari, Laterza, 2002
- Liberalismo vero e falso, Firenze, Le lettere, 2008
- Il rifiuto della modernità: saggio su Jean-Jacques Rousseau, Firenze, Le Lettere, 2010
- La prima Repubblica (1946-1993). Storia di una democrazia difficile, Soveria Mannelli,  Rubbettino, 2013
- Storia del pensiero liberale, Soveria Mannelli, Rubbettino Editore, 2015
- Declino e tramonto della civiltà occidentale : studi sulla caduta dell'idea di progresso nella cultura europea, Soveria Mannelli, Rubbettino Editore, 2019
- Miti e ideologie. Il pensiero politico italiano dall'età giolittiana al fascismo, Firenze, Le Lettere, 2022